# Waleed Mubarak
Waleed Al-Jasem Mubarak (Al Kuwait, 18 novembre 1959 – Parigi, 26 maggio 2025) è stato un calciatore kuwaitiano, di ruolo difensore.